# Blue Ivy Carter

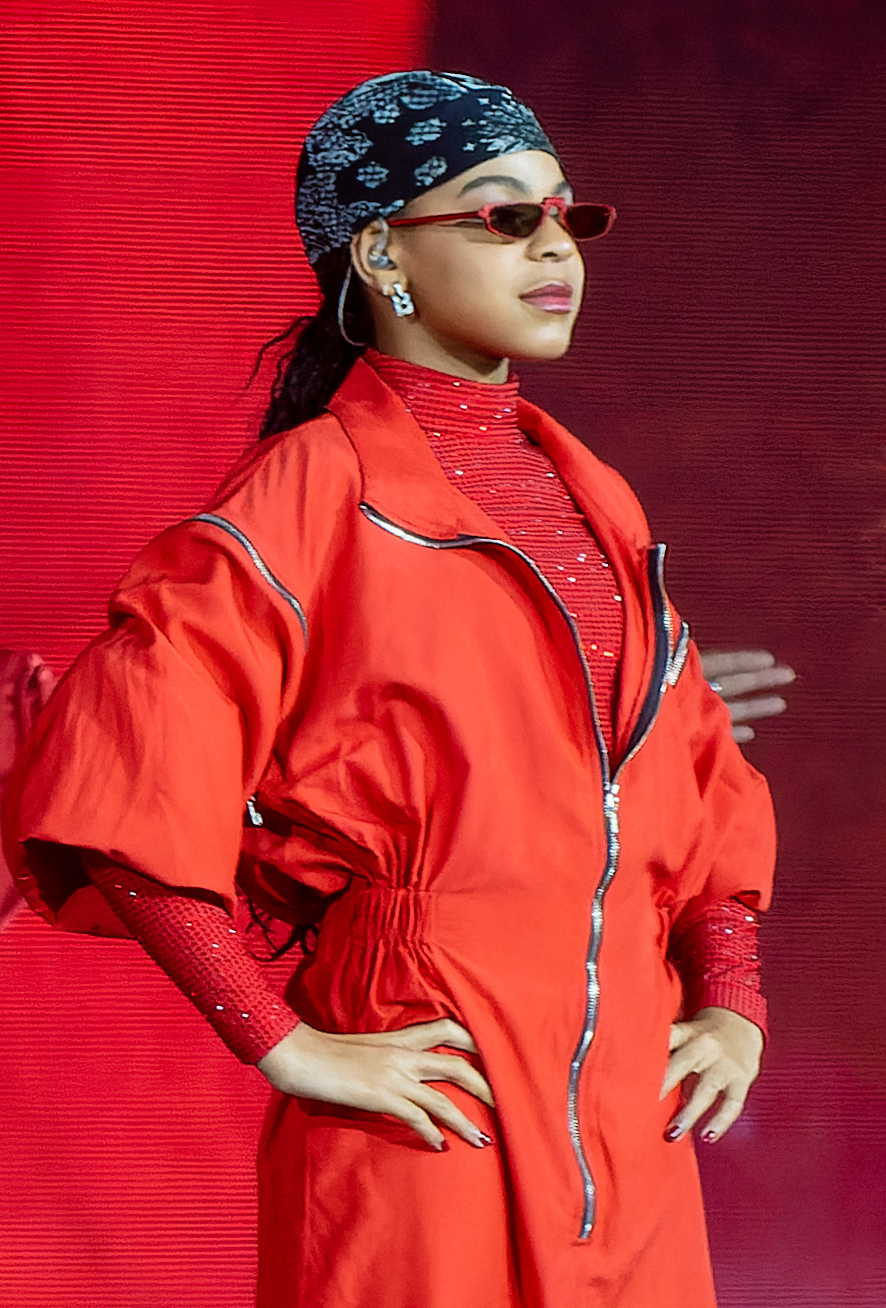
Carter bei einem Auftritt mit ihrer Mutter (2023)

Blue Ivy Carter (* 7. Januar 2012 in New York) ist eine US-amerikanische Sängerin. Sie ist die gemeinsame Tochter von Beyoncé und Jay-Z. Durch ihren Gesang auf dem Song Brown Skin Girl von Beyoncé ist sie die jüngste Künstlerin, die jemals mit einem Song in den US-amerikanischen Billboard Hot 100 verzeichnet wurde.

## Leben
Blue Ivy Carter kam am 7. Januar 2012 als Tochter der Popsängerin Beyoncé und des Rappers Jay-Z im New Yorker Lennox Hill Hospital auf die Welt.
Bereits zwei Tage nach ihrer Geburt verwendete Jay-Z Brabbeln und Schreie seiner kleinen Tochter für seinen Song Glory. Mit dem Einstieg der Single auf Platz 74 in der Hot R&B/Hip-Hop Song Chart wurde sie zur jüngsten Person, welche jemals in den Billboardcharts aufgetaucht ist.
Im Alter von einem Jahr hatte sie einen Cameo-Auftritt beim Song Blue vom Album Beyoncé ihrer Mutter. Im Alter von fünf Jahren gab sie ihr Rap-Debüt im Track Blue’s Freestyle/We Family auf dem Album 4:44 ihres Vaters Jay-Z. Anschließend war sie in den beiden Beyoncé-Videos zu Spirit und Bigger zu sehen, die Bestandteil des 2019 erschienenen Films Der König der Löwen waren. Der Soundtrack enthielt auch den Song Brown Skin Girl, auf dem sie beim ersten sowie den letzten Vers mitsang. Damit erreichte sie mit sieben Jahren ihre erste Platzierung in den Billboard Hot 100. Die Single kam bis auf Platz 76 der Charts. Damit ist sie die jüngste Person, die einen Billboard-Hot-100-Hit hatte.
2020 wirkte sie an dem Film Black Is King mit, bei dem ihre Mutter Regie führte.

## Privatleben
Blue Ivy Carter besucht eine Privatschule in Los Angeles. Sie ist die älteste Tochter des Paares. 2017 bekam sie mit den Zwillingen Sir und Rumi zwei Geschwister.

## Ehrungen
2012 erhielt Blue Ivy Carter die Ehrenbürgerschaft der kroatischen Stadt Hvar. Ihr Name soll auf einem von blauem Efeu umrankten Baum auf Hvar basieren, den das spätere Elternpaar bei einem Besuch im September 2011 gesehen haben soll.
Bei den BET Awards 2020 wurde der Song Brown Skin Girl mit dem BET Her Award ausgezeichnet. Dadurch wurde Blue Ivy Carter mit acht Jahren zur jüngsten Person, die je einen BET-Award erhielt. Bei den BET Awards 2024 wurde sie mit dem BET YoungStars Award ausgezeichnet.
2025 erhielt sei für die Synchronisation von Kiara bei Mufasa: Der König der Löwen einen NAACP Image Award in der kategorie Beste Synchronisation.

## Diskografie
Gastbeiträge
- 2012: Glory (Single) von Jay-Z
- 2013: Blue auf Beyoncé von Beyoncé (US: Gold)
- 2017: Blue’s Freestyle / We Family von Jay-Z
- 2019: Lift Every Voice and Sing auf Homecoming: The Live Album von Beyoncé
- 2019: Brown Skin Girl auf The Lion King: The Gift von Beyoncé feat. Saint Jhn & Wizkid